# Зелено колибри
Зеленото колибри (Colibri thalassinus) е вид птица от семейство Колиброви (Trochilidae). Видът е незастрашен от изчезване.

## Разпространение
Разпространен е в Аржентина, Боливия, Канада, Колумбия, Коста Рика, Еквадор, Салвадор, Гватемала, Хондурас, Мексико, Никарагуа, Панама, Перу, САЩ и Венецуела.